# Vincenzo Cartari
Vincenzo Cartari (Reggio Emilia, circa 1531 – 1590) è stato un mitografo e scrittore italiano.

## Biografia

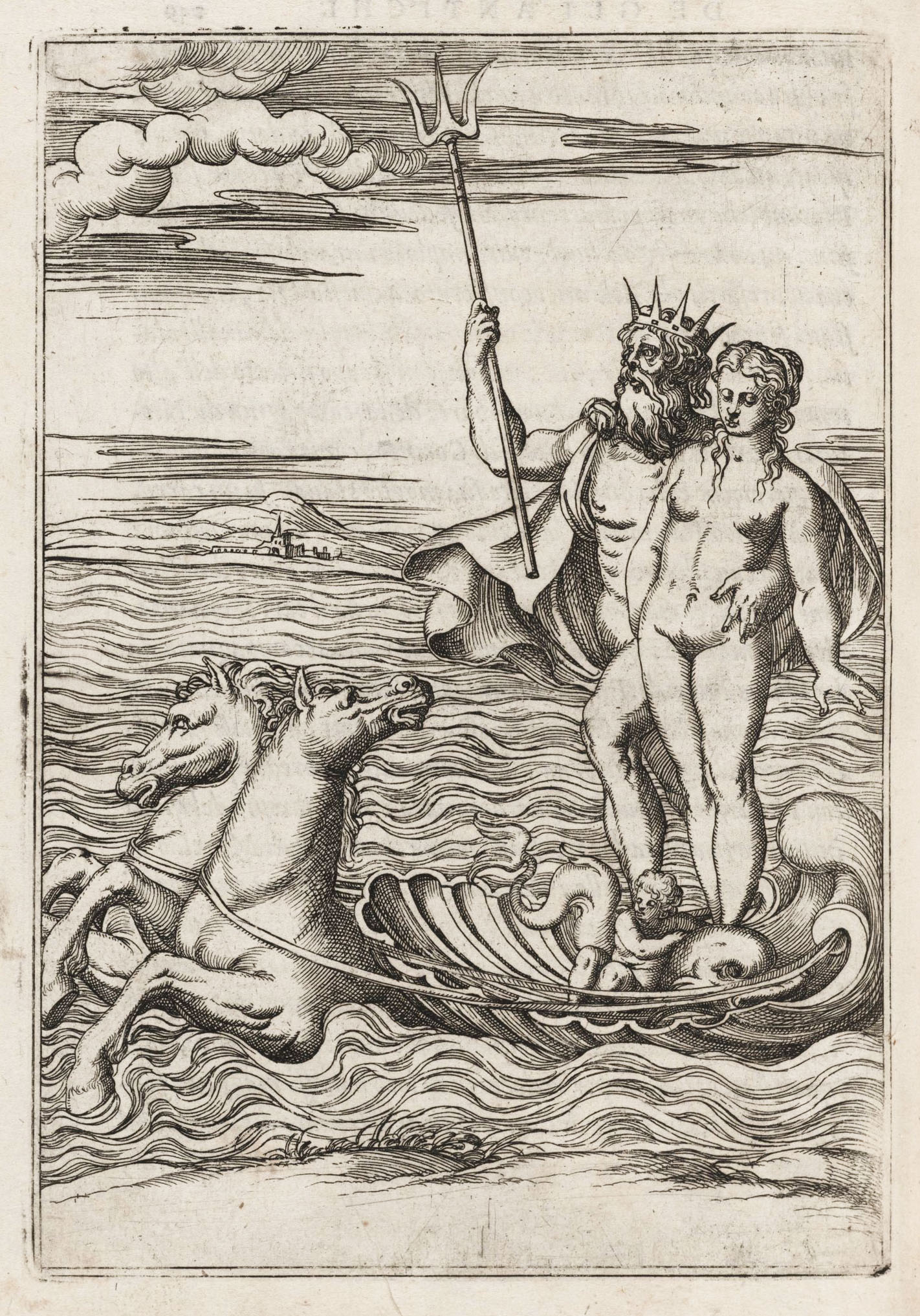
Illustrazione da Le imagini de i dei de gli antichi nelle qvali si contengono gl’idoli, riti, ceremonie, & altre cose appartenenti alla religione de gli antichi, 1571, di Vincenzo Cartari.

Vincenzo Cartari, lavorò per il duca Alfonso II d'Este e per i cardinali Ippolito d'Este e Luigi II, presso le corti di Ferrara, Venezia, Tivoli, Fontainebleau e Bruxelles. Cartari è noto soprattutto per il suo lavoro intitolato: Le imagini de i dei de gli antichi nelle qvali si contengono gl’idoli, riti, ceremonie, & altre cose appartenenti alla religione de gli antichi; pubblicato per la prima volta a Venezia nel 1556, e fu arricchito di illustrazioni - come le xilografie degli dei antichi di Giuseppe Porta e Bolognino Zaltieri.
Questo libro è stato una delle prime opere a fornire una guida completa alle divinità dell'antica mitologia greca e romana, con descrizioni dettagliate delle caratteristiche e delle storie di ciascuna divinità.